# Stefania Sandrelli
Stefania Sandrelli (Viareggio, 5 giugno 1946) è un'attrice italiana.
Ha vinto quattro David di Donatello, compreso quello alla carriera nel 2018 e sei Nastri d'argento. Nel 2005 le è stato conferito il Leone d'oro alla carriera nel corso della 62ª Mostra internazionale d'arte cinematografica di Venezia.

## Biografia
Nata in una famiglia di ceto medio di Viareggio: è figlia di Florida e di Otello Sandrelli (perito agrario, morto quando lei aveva appena otto anni). Aveva anche un fratello, Sergio (morto nel 2013), di sette anni più anziano, il quale intraprenderà con buoni risultati la carriera di musicista e a cui resterà sempre molto legata.

### Esordio nel cinema

Stefania Sandrelli e Marcello Mastroianni in Divorzio all'italiana (1961) di Pietro Germi

Dopo aver partecipato a Miss Italia 1960, entra nel mondo del cinema a 15 anni nel film di Mario Sequi Gioventù di notte (1961), ma si afferma accanto a Ugo Tognazzi nel film Il federale (1961), diretto da Luciano Salce. Partecipa poi a due capolavori della commedia all'italiana quali Divorzio all'italiana (1961), con Marcello Mastroianni e Sedotta e abbandonata (1964), entrambi diretti da Pietro Germi.
Negli stessi anni partecipa anche ad altre produzioni come Il fornaretto di Venezia (1963) di Duccio Tessari e La bella di Lodi (1963) di Mario Missiroli, in Italia, mentre si dedica anche a pellicole estere come nel caso di Le vergini di Jean-Pierre Mocky (1963).
Importanti sono le collaborazioni con Pietro Germi che, dopo il successo di Divorzio all'italiana la dirige in L'immorale (1967), con Ugo Tognazzi nuovamente al suo fianco. Nel 1965 recita in Io la conoscevo bene, capolavoro di Antonio Pietrangeli, dove con il ruolo della sfortunata Adriana Astarelli fornisce probabilmente la sua migliore interpretazione del decennio. Da segnalare le sue partecipazioni, in quegli anni, anche in Lo sciacallo (1963) di Jean-Pierre Melville, insieme a Jean-Paul Belmondo, e L'amante di Gramigna (1968) di Carlo Lizzani, al fianco di Gian Maria Volonté.

### Anni 1970
Questo è il decennio della consacrazione per la Sandrelli. L'attrice prende infatti parte a Il conformista (1970), il famoso cult di Bernardo Bertolucci insieme a Jean-Louis Trintignant. Sempre nello stesso anno partecipa a un altro film di culto, Brancaleone alle crociate (1970) di Mario Monicelli, accanto all'istrionico Vittorio Gassman.
Nel 1972 lavora nell'ultimo film di Pietro Germi Alfredo Alfredo con Dustin Hoffman, e nel meno ricordato Il diavolo nel cervello. Nel 1974 partecipa al capolavoro di Ettore Scola C'eravamo tanto amati, una storia che ripercorre trenta anni di vita italiana, al fianco di Manfredi e nuovamente con Gassman; collabora per la terza volta con Bertolucci in un altro kolossal, Novecento (1976), recitando con attori del calibro di Robert De Niro, Gérard Depardieu, Alida e Romolo Valli, Burt Lancaster, Sterling Hayden e Francesca Bertini.
Sempre in questi anni lavora all'estero, seppur con minori consensi, nei film Profezia di un delitto (1975), Police Python 357 (1976) e Un giorno e una notte (1976). Partecipa da protagonista al fianco di Giuliano Gemma nel film Delitto d'amore (1974) di Luigi Comencini e in Spagna nel suo primo film erotico Io sono mia (1977).

Ugo Tognazzi e Stefania Sandrelli in Dove vai in vacanza? (1978), nell'episodio Sarò tutta per te di Mauro Bolognini

La sua carriera prosegue con gli episodi L'ascensore e Sarò tutta per te, inseriti rispettivamente in Quelle strane occasioni (1976) e Dove vai in vacanza? (1978), e con il film L'ingorgo (1979) di Luigi Comencini, insieme ad Alberto Sordi, Marcello Mastroianni, Ciccio Ingrassia e Ugo Tognazzi.

### Anni 1980
Il decennio comincia con La terrazza (1980) di Ettore Scola, Eccezzziunale... veramente (1982) di Carlo Vanzina e Vacanze di Natale (1983), sempre di Vanzina.
Il breve ciclo erotico di Stefania Sandrelli nei primi anni 1980 rappresentò un fenomeno di grande portata che ruppe molti schemi e divise la critica cinematografica, attirando per la prima volta in Italia l'attenzione del grande pubblico sulla discussione intorno al tema del genere erotico artistico nel film La chiave. Di minore impatto, l'anno successivo, L'attenzione, del compagno Giovanni Soldati e Una donna allo specchio di Paolo Quaregna.
Nel 1985 recita nei cast al femminile di Segreti segreti di Giuseppe Bertolucci e Speriamo che sia femmina di Monicelli. Ritorna diretta dal fedele Scola in La famiglia (1987), diretta da Francesca Archibugi in Mignon è partita (1988), film che le vale il David di Donatello per la migliore attrice protagonista, e da Monicelli ne Il male oscuro (1989).
Comincia tuttavia a prendere parte anche a diverse produzioni televisive: prima in un episodio de I racconti del maresciallo (1984), ma ottengono maggior notorietà le miniserie Come stanno bene insieme (1989) al fianco di Sergio Castellitto, e La moglie ingenua e il marito malato (1989), con Diego Abatantuono. Sempre nel 1989 vince il David di Donatello come miglior attrice per il film Mignon è partita.

### Anni 1990

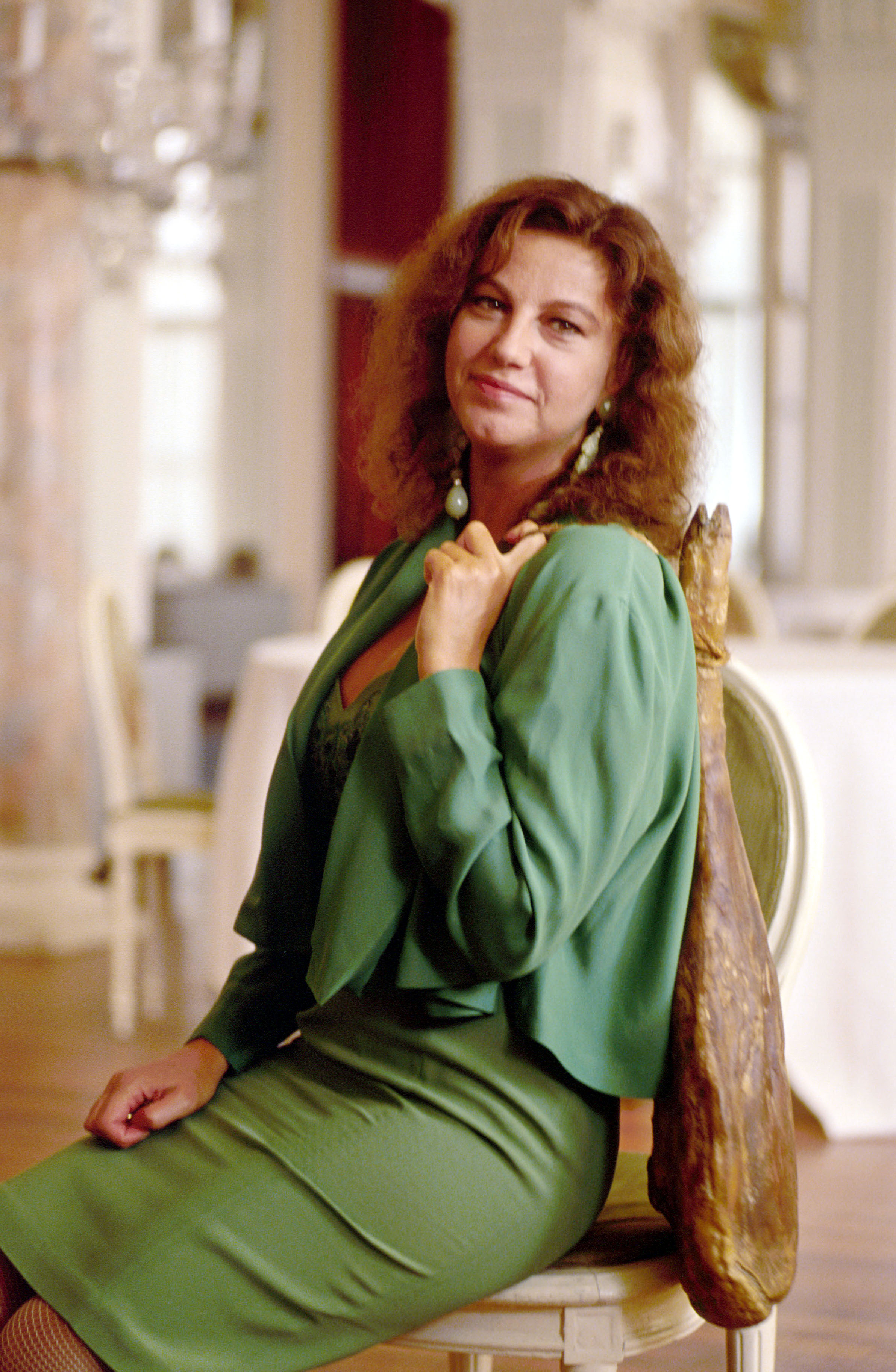
Stefania Sandrelli nel 1992 alla 49ª Mostra internazionale d'arte cinematografica di Venezia

Nel cinema si distinguono le prove di Prosciutto prosciutto (1992) di Bigas Luna, e La cena (1998) di Scola. Ottiene parecchi consensi anche con la pellicola Evelina e i suoi figli (1990), con la quale ottiene un'altra candidatura ai David di Donatello, ottenendone anche un'altra per il film Per amore, solo per amore (1993) di Giovanni Veronesi.
Dopo numerosi ruoli comici, torna a interpretare un ruolo drammatico nei film Palermo Milano - Solo andata (1995), al fianco di Giancarlo Giannini, e Io ballo da sola (1996), nuovamente con Bertolucci. In televisione lavora su Canale 5 nelle serie Desideria e l'anello del drago (1994), nel ruolo della fata turchina, e prende parte alla seconda stagione di Caro maestro (1997), insieme a Marco Columbro. Sempre sulle reti Mediaset interpreta il film TV Il morso del serpente, al fianco di Gabriel Garko.
Vince per la terza volta il Nastro d'argento come miglior attrice non protagonista per il film La cena nel 1999, mentre ottiene la candidatura ai David di Donatello per Ninfa plebea (1996) di Lina Wertmüller.

### Anni 2000, 2010 e 2020

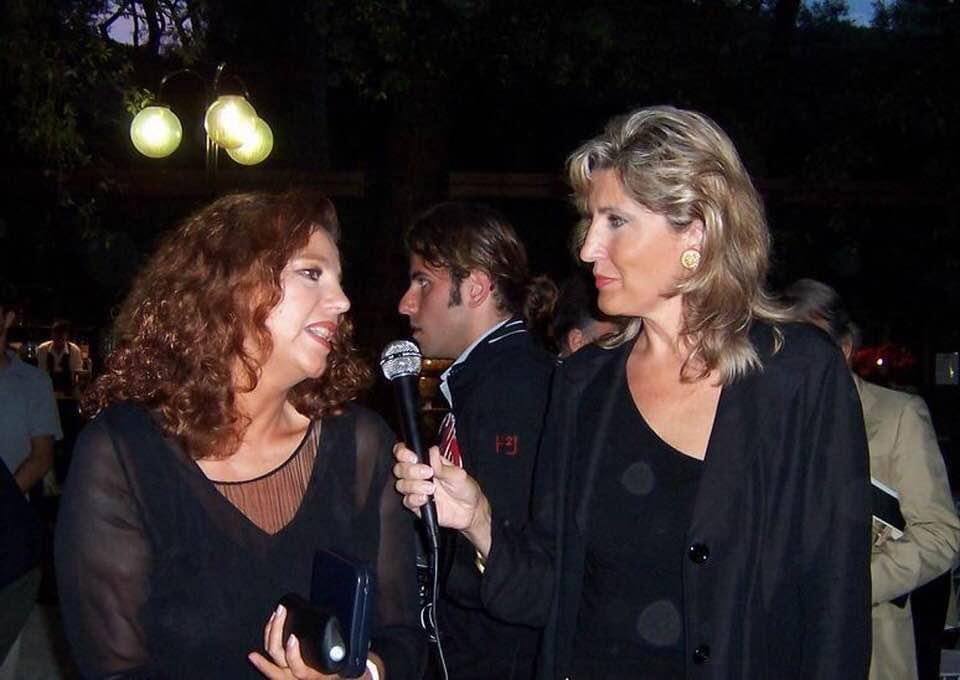
Stefania nel 2000 intervistata da Manuela Guarneri

Tra la fine degli anni novanta e l'inizio degli anni duemila partecipa con successo alla serie televisiva Rai Il maresciallo Rocca (1996-2001), nel quale interpreta Margherita, moglie di Gigi Proietti. Quando il suo personaggio muore a seguito di un attentato nel finale della terza stagione la seguono quasi 11 milioni di spettatori. Successivamente torna a Mediaset per prendere parte a un'altra fiction di successo, Il bello delle donne (2001-2003), al fianco tra gli altri di Gabriel Garko e Virna Lisi.
Nel cinema abbiamo L'ultimo bacio (2001) di Gabriele Muccino, Un giorno perfetto (2008) di Ferzan Özpetek, La prima cosa bella (2010) di Paolo Virzì e, nel 2003, La vita come viene di Stefano Incerti e Un film parlato di Manoel de Oliveira.
Nel 2007, a più di vent'anni dal film L'attenzione, in cui erano apparse per la prima volta insieme, recita assieme alla figlia Amanda nella fiction Io e mamma, realizzata per Canale 5 (rete per la quale interpreta anche Il generale Dalla Chiesa e, l'anno successivo, Io ti assolvo). Due anni dopo Stefania utilizzerà Amanda come protagonista del suo primo film da regista, Christine Cristina, biografia della poetessa Cristina da Pizzano.
Il 10 settembre 2005 riceve il Leone d'oro alla carriera alla 62ª Mostra internazionale d'arte cinematografica di Venezia. L'11 maggio 2012 riceve il titolo di Chevalier (Cavaliere) dell'Ordre des arts et des lettres. Il 4 luglio seguente, si svolge nel palazzo Farnese a Roma, ambasciata francese in Italia, la cerimonia di conferimento della medaglia.
Dal 2012 è impegnata sulle reti Rai con una fiction di grande successo Una grande famiglia, nella quale interpreta la protagonista Eleonora Rengoni; oltre a lei nel cast ci sono Gianni Cavina e Alessandro Gassmann. Il successo è enorme e la Sandrelli torna a vestirne i panni anche nella seconda e nella terza stagione, rispettivamente nel 2013 e nel 2015, sempre con strepitoso successo.
Nel 2016 ritorna su Mediaset con la fiction Non è stato mio figlio, nel cast anche Gabriel Garko, Alessandra Barzaghi, Roberta Giarrusso e Massimiliano Morra. Il ruolo da protagonista della fiction, inizialmente era stato dato a Virna Lisi, ma data la scomparsa dell'attrice prima delle riprese, il ruolo viene affidato a lei. Sempre nel 2016 al Festival di Locarno viene insignita con il premio Leopard Club Award. Nel 2017 torna sul grande schermo con la commedia Il crimine non va in pensione, opera prima di Fabio Fulco, affiancata da Ivano Marescotti, Orso Maria Guerrini, Franco Nero, Gianfranco D'Angelo e Gisella Sofio. Interpreta Rina Cavallini nel film diretto da Pupi Avati Lei mi parla ancora, accanto a Renato Pozzetto, uscito nel 2021. Su Prime Video è presente nel 2023 con il film di Matteo Pilati L'estate più calda, con Nino Frassica e con la serie comedy di Eros Puglielli, Gigolò per caso, con Christian De Sica e Pietro Sermonti.
Nel 2024 torna sul set per interpretare la parte di Parthenope da adulta nell'omonimo film di Paolo Sorrentino e interpreta una madre che custodisce un segreto inconfessabile ne Per il mio bene, opera prima di Mimmo Verdesca, per la quale ottiene la sua decima candidatura ai Nastri d'argento 2025 come Miglior attrice non protagonista.

## Vita privata
A 16 anni inizia una relazione con Gino Paoli, già sposato, e nel 1964 nasce la loro figlia Amanda.
Nel 1972 sposa l'imprenditore romano Nicky Pende, con cui ha il secondo figlio Vito (1974). I due si separano nel 1976.

## Filmografia

### Cinema

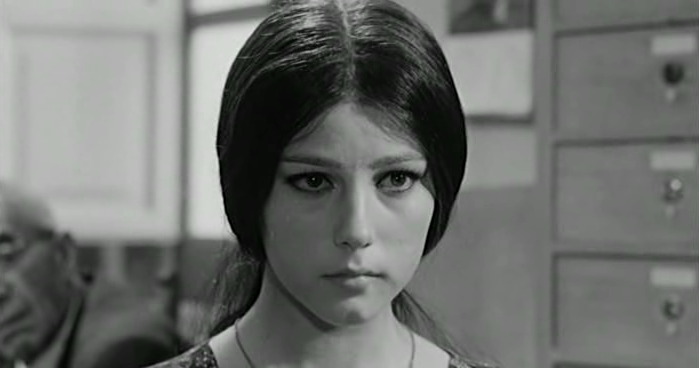
Stefania Sandrelli (l'adolescente siciliana Agnese) in Sedotta e abbandonata (1964) di Pietro Germi

Stefania Sandrelli ne Il conformista (1970) di Bernardo Bertolucci

- Gioventù di notte, regia di Mario Sequi (1961)
- Il federale, regia di Luciano Salce (1961)
- Divorzio all'italiana, regia di Pietro Germi (1961)
- Amante di guerra (The War Lover), regia di Philip Leacock (1962) - non accreditata
- La bella di Lodi, regia di Mario Missiroli (1963)
- Le vergini (Les vierges), regia di Jean-Pierre Mocky (1963)
- Il fornaretto di Venezia, regia di Duccio Tessari (1963)
- Lo sciacallo (Ainè des Ferchaux), regia di Jean-Pierre Melville (1963)
- Gli imbroglioni, regia di Lucio Fulci (1963) - non accreditata
- Sedotta e abbandonata, regia di Pietro Germi (1964)
- L'amore e la chance (La chance et l'amour), regia di Eric Schlumberger, episodio I fidanzati della fortuna (1964)
- Io la conoscevo bene, regia di Antonio Pietrangeli (1965)
- Un avventuriero a Tahiti (Tendre voyou), regia di Jean Becker (1966)
- L'immorale, regia di Pietro Germi (1967)
- Partner, regia di Bernardo Bertolucci (1968)
- L'amante di Gramigna, regia di Carlo Lizzani (1968)
- Il conformista, regia di Bernardo Bertolucci (1970)
- Brancaleone alle crociate, regia di Mario Monicelli (1970)
- Un'estate con sentimento, regia di Roberto B. Scarsella (1970)
- La tarantola dal ventre nero, regia di Paolo Cavara (1971)
- Il diavolo nel cervello, regia di Sergio Sollima (1972)
- Alfredo Alfredo, regia di Pietro Germi (1972)
- Delitto d'amore, regia di Luigi Comencini (1974)
- C'eravamo tanto amati, regia di Ettore Scola (1974)
- Police Python 357, regia di Alain Corneau (1976)
- Un giorno e una notte (Le voyage de noces), regia di Nadine Trintignant (1976)
- Profezia di un delitto (Les magiciens), regia di Claude Chabrol (1976)
- Novecento, regia di Bernardo Bertolucci (1976)
- Quelle strane occasioni, regia di Luigi Comencini, episodio L'ascensore (1976)
- Io sono mia, regia di Sofia Scandurra (1977)
- Dove vai in vacanza?, regia di Mauro Bolognini, episodio Sarò tutta per te (1978)
- L'ingorgo, regia di Luigi Comencini (1979)
- Il maestro di nuoto (Le Maître-nageur) regia di Jean-Louis Trintignant (1979)
- Nell'occhio della volpe (La verdad sobre el caso Savolta), regia di Antonio Drove (1979)
- La terrazza, regia di Ettore Scola (1980)
- Desideria: la vita interiore, regia di Gianni Barcelloni Corte (1980)
- La disubbidienza, regia di Aldo Lado (1981)
- Eccezzziunale... veramente, regia di Carlo Vanzina (1982)
- Bello mio, bellezza mia, regia di Sergio Corbucci (1982)
- La chiave, regia di Tinto Brass (1983)
- Vacanze di Natale, regia di Carlo Vanzina (1983)
- Una donna allo specchio, regia di Paolo Quaregna (1984)
- Mi faccia causa, regia di Steno (1984)
- Magic Moments, regia di Luciano Odorisio (1984)
- L'attenzione, regia di Giovanni Soldati (1985)
- Segreti segreti, regia di Giuseppe Bertolucci (1985)
- Mamma Ebe, regia di Carlo Lizzani (1985)
- Speriamo che sia femmina, regia di Mario Monicelli (1986)
- La sposa americana, regia di Giovanni Soldati (1986)
- La famiglia, regia di Ettore Scola (1987)
- D'Annunzio, regia di Sergio Nasca (1987)
- La sposa era bellissima, regia di Pál Gábor (1987)
- Gli occhiali d'oro, regia di Giuliano Montaldo (1987)
- Secondo Ponzio Pilato, regia di Luigi Magni (1987)
- L'estate impura (Noyade interdite), regia di Pierre Granier-Deferre (1987)
- Il piccolo diavolo, regia di Roberto Benigni (1988)
- Stradivari, regia di Giacomo Battiato (1988)
- Mignon è partita, regia di Francesca Archibugi (1988)
- Lo zio indegno, regia di Franco Brusati (1989)
- Il male oscuro, regia di Mario Monicelli (1990)
- Evelina e i suoi figli, regia di Livia Giampalmo (1990)
- Tracce di vita amorosa, regia di Peter Del Monte (1990)
- L'africana (Die Rückkehr), regia di Margarethe von Trotta (1990)
- Prosciutto prosciutto (Jamón Jamón), regia di Bigas Luna (1992)
- Non chiamarmi Omar, regia di Sergio Staino (1992)
- Nottataccia, regia di Duccio Camerini (1992)
- L'œil écarlate, regia di Dominique Roulet (1993)
- Per amore, solo per amore, regia di Giovanni Veronesi (1993)
- D'amore e ombra (Of Love and Shadows), regia di Betty Kaplan (1994)
- Compromesso d'amore (Tatiana, la muñeca rusa), regia di Santiago San Miguel (1994)
- Con gli occhi chiusi, regia di Francesca Archibugi (1994)
- Palermo Milano - Solo andata, regia di Claudio Fragasso (1995)
- Mister Dog, regia di Gianpaolo Tescari (1995)
- Io ballo da sola (Stealing Beauty), regia di Bernardo Bertolucci (1996)
- Ninfa plebea, regia di Lina Wertmüller (1996)
- Le faremo tanto male, regia di Pino Quartullo (1998)
- La cena, regia di Ettore Scola (1998)
- Matrimoni, regia di Cristina Comencini (1998)
- Volavérunt, regia di Bigas Luna (1999)
- L'altra faccia della luna, regia di Lluís Josep Comerón (2000)
- Aspettando il Messia (Esperando al Mesías), regia di Daniel Burman (2000)
- L'ultimo bacio, regia di Gabriele Muccino (2001)
- L'amore probabilmente, regia di Giuseppe Bertolucci (2001)
- Figli/Hijos, regia di Marco Bechis (2002)
- La vita come viene, regia di Stefano Incerti (2003)
- Un film parlato, regia di Manoel de Oliveira (2003)
- Gente di Roma, regia di Ettore Scola (2003)
- Te lo leggo negli occhi, regia di Valia Santella (2004)
- Un giorno perfetto, regia di Ferzan Özpetek (2008)
- Questione di cuore, regia di Francesca Archibugi (2009)
- Ce n'è per tutti, regia di Luciano Melchionna (2009)
- Christine Cristina, regia di Stefania Sandrelli (2009)
- Meno male che ci sei, regia di Luis Prieto (2009)
- La prima cosa bella, regia di Paolo Virzì (2010)
- La passione, regia di Carlo Mazzacurati (2010)
- La donna della mia vita, regia di Luca Lucini (2010)
- Tutta colpa della musica, regia di Ricky Tognazzi (2011)
- Il giorno in più, regia di Massimo Venier (2011)
- Il pesce pettine, regia di Maria Pia Cerulo (2013)
- Falchi, regia di Toni D'Angelo (2017)
- Questione di karma, regia di Edoardo Falcone (2017)
- Il crimine non va in pensione, regia di Fabio Fulco (2017)
- A casa tutti bene, regia di Gabriele Muccino (2018)
- Brave ragazze, regia di Michela Andreozzi (2019)
- Lei mi parla ancora, regia di Pupi Avati (2021)
- La tristezza ha il sonno leggero, regia di Marco Mario de Notaris (2021)
- Astolfo, regia di Gianni Di Gregorio (2022)
- Acqua e anice, regia di Corrado Ceron (2022)
- Uomo di fumo, regia di Giovanni Soldati (2023)
- L'estate più calda, regia di Matteo Pilati (2023)
- Parthenope, regia di Paolo Sorrentino (2024)
- Marcello mio, regia di Christophe Honoré (2024)
- Per il mio bene, regia di Mimmo Verdesca (2024)

### Televisione
- Lulù, regia di Mario Missiroli – film TV, 2 episodi (1980)[14]
- I racconti del maresciallo, regia di Giovanni Soldati – miniserie TV, episodio Suggestion diabolique (1984)
- Sei delitti per padre Brown, regia di Vittorio De Sisti – miniserie TV (1988)
- Come stanno bene insieme, regia di Vittorio Sindoni – miniserie TV (1989)
- La moglie ingenua e il marito malato, regia di Mario Monicelli – film TV (1989)
- Come una mamma, regia di Vittorio Sindoni – miniserie TV (1990)
- La stella nel parco – serie TV (1991)
- Colpo di coda, regia di José María Sánchez – miniserie TV (1993)
- Ho un segreto con papà, regia di Gianpaolo Tescari – film TV (1994)
- Desideria e l'anello del drago, regia di Lamberto Bava – film TV (1995)
- Il maresciallo Rocca – serie TV (1996-2001)
- Teo, regia di Cinzia TH Torrini – film TV (1997)
- Caro maestro 2 – serie TV (1997)
- Marseille, regia di Didier Albert – miniserie TV (1998)
- Villa Ada, regia di Pier Francesco Pingitore – film TV (1999)
- Piovuto dal cielo, regia di José María Sánchez – miniserie TV (2000)
- Il morso del serpente, regia di Luigi Parisi – film TV (2001)
- Il bello delle donne – serie TV (2001-2003)
- Blindati, regia di Claudio Fragasso – miniserie TV (2003)
- La tassista, regia di José María Sánchez – miniserie TV (2004)
- Renzo e Lucia, regia di Francesca Archibugi – miniserie TV (2004)
- Mai storie d'amore in cucina, regia di Giorgio Capitani e Fabio Jephcott – miniserie TV (2004)
- Ricomincio da me, regia di Rossella Izzo – miniserie TV (2005)
- Io e mamma, regia di Andrea Barzini – miniserie TV (2007)
- Il generale Dalla Chiesa, regia di Giorgio Capitani – miniserie TV (2007)
- Io ti assolvo, regia di Monica Vullo – film TV (2008)
- Puccini, regia di Giorgio Capitani – miniserie TV (2009)
- Una grande famiglia – serie TV (2012-2015)
- Non è stato mio figlio – serie TV (2016)
- Gigolò per caso – serie TV, 4 episodi (2023)

### Cortometraggi
- Caramelle, regia di Cinzia TH Torrini (1995)
- Biscotti, regia di Davide Grassetti e Fabrizio Sferra (1996)
- Ogni giorno, regia di Francesco Felli (2008)

## Teatro
- Le faremo tanto male, regia di Pino Quartullo (1993)
- Line, regia di Piero Maccarinelli (1994)
- Elena, regia di Giovanni Soldati (2015)
- Il bagno, regia di Gabriel Olivares (2015-2016)

## Riconoscimenti
- David di Donatello

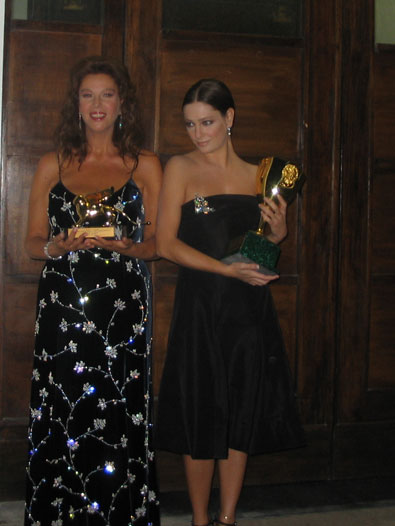
Stefania Sandrelli, accanto a Giovanna Mezzogiorno, riceve nel 2005 il Leone d'oro alla carriera nella 62ª Mostra internazionale d'arte cinematografica di Venezia

  - 1986 – Candidatura alla migliore attrice non protagonista per Speriamo che sia femmina
  - 1987 – Candidatura alla migliore attrice protagonista per La famiglia
  - 1987 – Candidatura alla migliore attrice non protagonista per La sposa era bellissima
  - 1989 – Migliore attrice protagonista per Mignon è partita
  - 1990 – Candidatura alla migliore attrice protagonista per Evelina e i suoi figli
  - 1990 – Candidatura alla migliore attrice non protagonista per Il male oscuro
  - 1994 – Candidatura alla migliore attrice non protagonista per Per amore, solo per amore
  - 1996 – Candidatura alla migliore attrice non protagonista per Ninfa plebea
  - 2001 – Migliore attrice non protagonista per L'ultimo bacio
  - 2002 – Migliore attrice non protagonista per Figli/Hijos
  - 2010 – Candidatura alla migliore attrice protagonista per La prima cosa bella
  - 2018 – David speciale alla carriera[15]
- Nastro d'argento
  - 1980 – Migliore attrice non protagonista per La terrazza
  - 1987 – Candidatura alla migliore attrice protagonista per La famiglia
  - 1988 – Candidatura alla migliore attrice protagonista per Secondo Ponzio Pilato
  - 1989 – Migliore attrice non protagonista per Mignon è partita
  - 1991 – Candidatura alla migliore attrice protagonista per Evelina e i suoi figli
  - 1993 – Candidatura alla migliore attrice protagonista per Prosciutto prosciutto
  - 1999 – Migliore attrice non protagonista per La cena
  - 2001 – Migliore attrice non protagonista per L'ultimo bacio
  - 2006 – Nastro d'onore
  - 2010 – Migliore attrice protagonista per La prima cosa bella
  - 2016 – Nastro d'oro[16]
  - 2025 – Candidatura alla migliore attrice non protagonista per Per il mio bene
- Ciak d'oro
  - 1989 – Migliore attrice non protagonista per Mignon è partita[17]
  - 2010 – Super Ciak d'oro[18]
- Festival internazionale del cinema di San Sebastián
  - 1969 – Concha de Plata alla migliore attrice per L'amante di Gramigna
- Globo d'oro
  - 1987 – Miglior attrice per La famiglia, D'Annunzio e La sposa americana
  - 2006 – Premio alla carriera
  - 2010 – Miglior attrice per La prima cosa bella
- Mostra internazionale d'arte cinematografica
  - 2005 – Leone d'oro alla carriera
- La Pellicola D’oro

## Doppiatrici
- Rita Savagnone in Sedotta e abbandonata, Divorzio all'italiana
- Manuela Andrei in Io la conoscevo bene, Alfredo Alfredo
- Maria Pia Casilio in Il federale
- Adriana Asti in La bella di Lodi
- Fiorella Betti in Un avventuriero a Tahiti
- Angiola Baggi in Brancaleone alle crociate
- Melina Martello in La tarantola dal ventre nero
- Carla Todero in Delitto d'amore